# یوژا
شهر یوژا (به روسی: Южа) در کشور روسیه و در اوبلاست ایوانوف واقع شده‌است.